# الاحتلال الإيطالي لميورقة
الاحتلال الإيطالي لميورقة هو احتلال في فترة الحرب الأهلية الإسبانية. تدخلت إيطاليا في الحرب بقصد ضم جزر البليار وسبتة وجعل إسبانيا دولة عميلة لها. سعى الإيطاليون للسيطرة على جزر البليار بسبب موقعها الاستراتيجي، الذي يمكنهم من خلاله تعطيل خطوط الاتصال بين فرنسا ومستعمراتها في شمال إفريقيا، وبين جبل طارق البريطاني ومالطا. رفعت الأعلام الإيطالية فوق الجزيرة. وسيطرت القوات الإيطالية على ميورقة، حيث كان الإيطاليون يسيطرون على مطارات ألكوديا وبالما لإدارة طيرانهم الحربي، بالإضافة إلى السفن الحربية الإيطالية المتمركزة في ميناء بالما. ومع ذلك فقد أعرب بعض المؤرخين - مثل جيلبيتو أونتو وروزاريا كوارتارارو - عن انتقادهم لهذه الخطة الإيطالية المفترضة لضم مايوركا.

## البداية
أجرى موسوليني  قبل الحرب اتصالات مع بعض السياسيين اليمينيين مثل أنطونيو غويكوتشيا، وقدم المال لصنع المؤامرات ضد الجمهورية الثانية. وبعد اندلاع الحرب الأهلية الإسبانية طلب المتمردون المساعدة العسكرية من إيطاليا الفاشية، فأرسل موسوليني عشرات الطائرات إلى المغرب الإسباني. لكن مصالح حكومة روما ذهبت إلى أبعد من ذلك. فتدخل إيطاليا في الحرب الإسبانية كان بنية ضم جزر البليار وجيب سبتة الواقع في شمال إفريقيا.

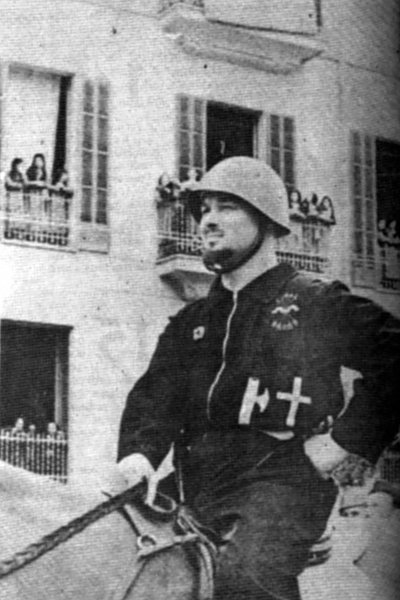
أركونوفالدو بوناكورسي «الكونت روسي» في ميورقة، سبتمبر 1936.

قبل تدخل إيطاليا الشامل العسكري سمح بينيتو موسوليني للمتطوعين بالذهاب إلى إسبانيا بقيادة الكونت روسي زعيم القمصان السوداء، فاستولى على ميورقة أكبر جزر البليار ليكون حاكم إيطاليا العسكري فيها. وأرسل معه سرب صغير من المقاتلات وقاذفات القنابل مع طيارين. تزامن ذلك مع إنزال الجمهوريين على الجزيرة في محاولة لاستعادة السيطرة عليها. إلا أن تقدم الجمهوريين توقف عند ساحل البحر، وبعد عدة أسابيع من القتال عادوا إلى إسبانيا. فالتدخل الإيطالي كان حاسمًا في طردهم من الجزيرة.

### وصول بوناكورسي
منذ تلك اللحظة بدأ بوناكورسي نظامًا وحشيًا للإرهاب في مايوركا، فقتل 3000 شخص في الجزيرة بتهمة الانتماء للشيوعية (انتقامًا لمقتل لآلاف المتدينين والمدنيين المناهضين للشيوعية على يد الجمهوريين)، فشمل ذلك ساكاس أي إخراج السجناء من السجن وإعدامهم خارجه. بعد طرد الميليشيات الجمهورية في أعقاب معركة ميورقة وتأمين السيطرة على الجزيرة، أعاد بوناكورسي تسمية الشارع الرئيسي في بالما دي مايوركا من لا رامبلا إلى فيا روما، وزينه بتماثيل العقبان الرومانية. أعلن بوناكورسي أن إيطاليا ستحتل الجزيرة إلى الأبد. وبعد عودته إلى إيطاليا، كرمته حكومته على نشاطه في ميورقة.

### قاعدة مايوركا العسكرية الإيطالية
أنشأ الإيطاليون قاعدتهم العسكرية الرئيسية في إسبانيا في ميورقة. فأصبحت جزر البليار تحت سلطة وزارة البحرية الإيطالية. ثم أرسل وزير البحرية نائبه الكابتن جيوفاني ريميديو فيريتي لتولي مسؤولية إنشاء قاعدة بحرية إيطالية في الجزيرة. وقد ساهم فيريتي بكفاءة في إنشاء قوة حصار بحرية من شأنها أن تساعد المجهود الحربي لفرانكو. وموقع ميورقة استراتيجي لأنه في منتصف طريق التجار الإيطاليون المتجهون إلى منطقة المتمردين. ولضمان الهيمنة على الجزيرة، رست السفينة الإيطالية الثقيلة فيوم في خليج بالما بين أغسطس ونوفمبر 1936. وفي نهاية أكتوبر بلغ عدد الجنود االإيطاليين في الجزيرة 1200 جندي. لم يكن ذلك احتلالًا عسكريًا قانونيًا، إلا أن الأعلام الإيطالية ترفرف فوق الجزيرة.
في تلك الأثناء كان للفلانخي المايوركيين حظوة عند الفاشيين الإيطاليين، فقد سيطروا على الوضع السياسي في الجزيرة. وعلى الرغم من أن الطيران الإيطالي استخدم شعار الطيران القومي، إلا أن أفراده كانوا إيطاليين ويرتدون الزي العسكري الإيطالي، وكانوا يعتمدون على الهيكل التنظيمي للقوات المسلحة الإيطالية. كان لإيطاليا استقلالية في استخدام قواعدها الجوية في ميورقة، التي تم توزيع قواتها في ثلاثة مطارات في الجزيرة، واعتمدت على وزارة الطيران الإيطالية واستقلت في عملها عن قيادة فرانكو. تم دمج هذه القوات في ما يسمى الفيلق الجوي لجزر البليار.
شنت القوات الإيطالية غارات جوية من مايوركا ضد المدن التي يسيطر عليها الجمهوريون في البر الرئيسي لإسبانيا. في البداية سمح موسوليني بعدد قليل من القاذفات الإيطالية بالتمركز في ميورقة في 1936 لتجنب استعداء بريطانيا وفرنسا. وعندما لم يجد في البريطانيين والفرنسيين العزم على وقف إستراتيجية إيطاليا في المنطقة، تشجع بنشر اثني عشر قاذفة أخرى في ميورقة، ومنها طائرة يقودها ابنه برونو موسوليني. وفي يناير 1938 ضاعف عدد القاذفات في جزر البليار وزاد من هجماتها على السفن الداعمة للقوات الجمهورية الإسبانية. اعتبرت فرنسا أن تكدس الطائرات القاذفة الإيطالية في المطارات بالجزيرة وزيادة الهجمات الجوية الإيطالية على الموانئ التي يسيطر عليها الجمهوريون والشحن المتجه إلى الموانئ الجمهورية أمر استفزازي.

## الانسحاب
بعد انتصار فرانكو في الحرب الأهلية، أخذ الوضع منعطفًا آخر. فلم يكن فرانكو مهتمًا بإظهار دولته حليفة لألمانيا وإيطاليا، أو حتى إقامة قواعد عسكرية لتلك البلدان. حتى أن الجنرال أنطونيو أراندا صرح لإحدى الصحف البرتغالية أنه على الرغم من أن جزر البليار كانت مرغوبة عند إيطاليا، إلا أنها يجب أن تظل تحت سيادة إسبانيا حصريا. وفي هذا السياق بدأ الإيطاليون في تلقي الضغط. فبعد عدة أيام من الغزو الإيطالي لألبانيا يوم 11 أبريل 1939 أمر موسوليني بسحب جميع القوات الإيطالية من إسبانيا. وأصدر هذا الأمر ردًا على الغزو الألماني المفاجئ لتشيكوسلوفاكيا، وقد شعر موسوليني بالضيق من نجاح هتلر السريع. وسعى لإعداد إيطاليا للقيام بغزوات مماثلة في أوروبا الشرقية. ومع ذلك ظل الطيران الإيطالي في جزر البليار لبعض الوقت - شهرين ونصف من انتهاء الصراع- حتى اكتمل انسحابه.

## ملحوظة
1. ↑  في 2 يناير 1937 ، وقعت الحكومتان البريطانية والإيطالية اتفاقية وافقت بموجبها على التخلي عن تنفيذ أي ضم إقليمي ناتج عن الحرب في إسبانيا. [22] ومع ذلك كان الكونت تشانو أعرب منذ بداية الحرب عن تصميمه على الاحتفاظ بقواعد عسكرية في إسبانيا.